# Adam Pesapane
Pour les articles homonymes, voir PES.
Adam Pesapane, aussi connu sous le surnom de PES, est un réalisateur de film d'animation et de courts-métrages publicitaires. Il utilise principalement l'animation d'objets, d'aliments et la pixilation.

## Filmographie
- Roof sex
- Pepper heart
- Game over
- 2008 : Prank-call
- 2008 : Human skate-board
- 2008 : Scrabble
- 2009 : Firewoks
- 2009 : Ka-boom
- Western Spaghetti
- 2010 : Washington State Lottery
- 2010 : The Deep